# Muséum de Toulouse
Het Muséum de Toulouse (Frans: MHNT of Muséum d'Histoire Naturelle de la ville de Toulouse) is een museum in de Franse stad Toulouse, gelegen in de wijk Busca-Montplaisir. Het museum heeft een collectie van meer dan 2,5 miljoen voorwerpen.

## Geschiedenis
Het museum werd opgericht in 1796 door natuuronderzoeker Philippe-Isidore Picot de Lapeyrouse, in een oud klooster, waar de collectie alleen toegankelijk was voor onderzoekers. In 1865 besloot de gemeente dat het museum zich op het publiek moest richten en onder de nieuwe directeur Edouard Filhol verhuisde het museum naar een nieuwe locatie, waar het nog altijd gevestigd is. Bij de heropening was de eerste museumgalerij ter wereld over de prehistorie te bewonderen, mede dankzij inspanningen van Émile Cartailhac (prehistoricus),  Jean-Baptiste Noulet (bioloog) en Eugène Trutat (bioloog en geoloog).
In 2007 is het museum een halfjaar gesloten geweest voor een grote verbouwing, naar een ontwerp van Jean-Paul Viguier.

## Permanente tentoonstellingen

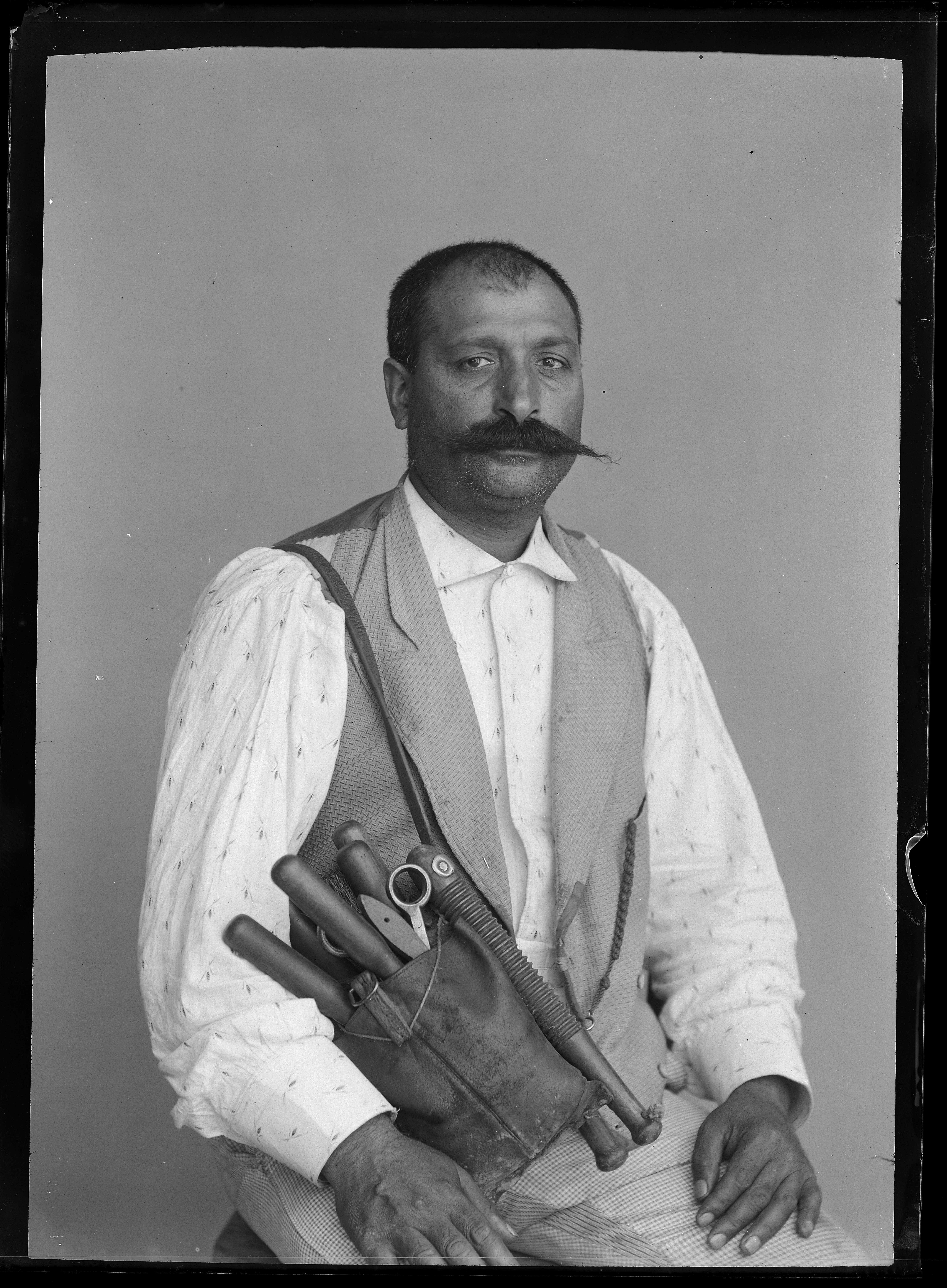
Espinasse père, Gitan de St Cyprien, Eugène Trutat, 1895

De permanente tentoonstellingen van het museum zijn in vijf thema's onderverdeeld:
1. Geschiedenis en formatie van het zonnestelsel en de Aarde. Hier worden onder andere platentektoniek, seismische en vulkanische activiteit, mineralogie en erosie behandeld.
2. Biodiversiteit, classificatie en organisatie.
3. Paleontologie en evolutie.
4. De functies en opbouw van levende wezens, zoals spijsvertering, voortplantingssysteem, voortbeweging en communicatie.
5. De invloed van de mens op de Aarde.

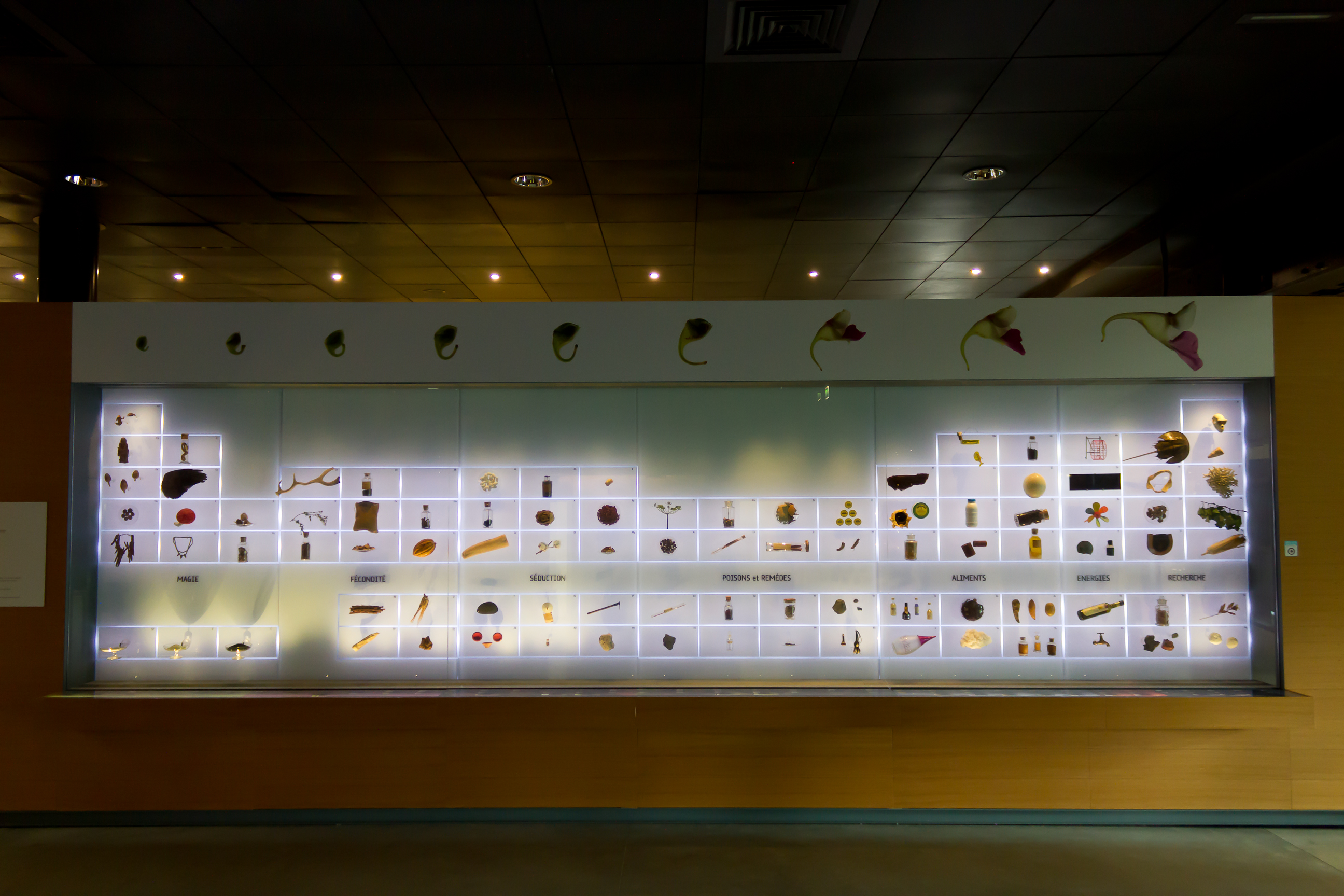
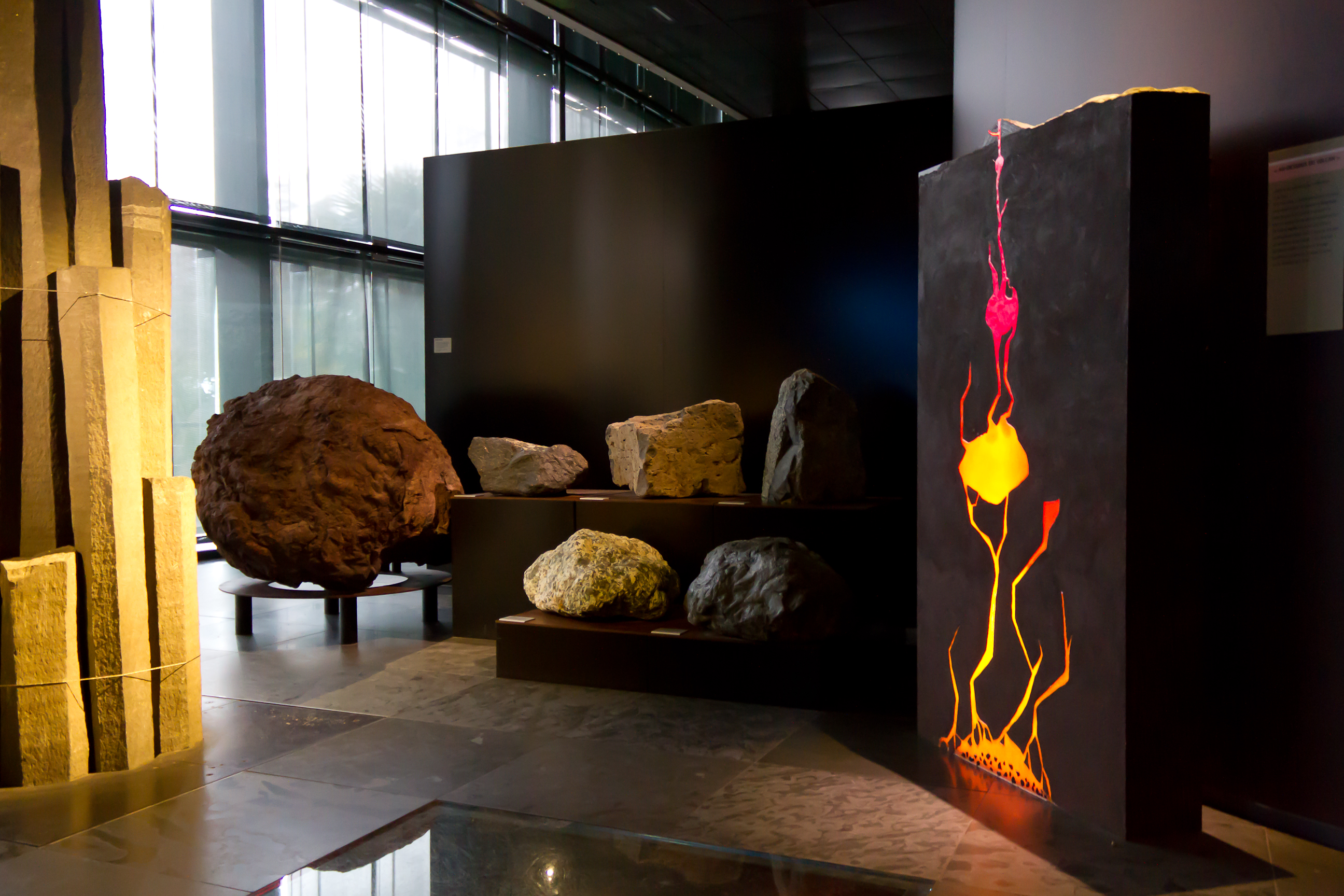
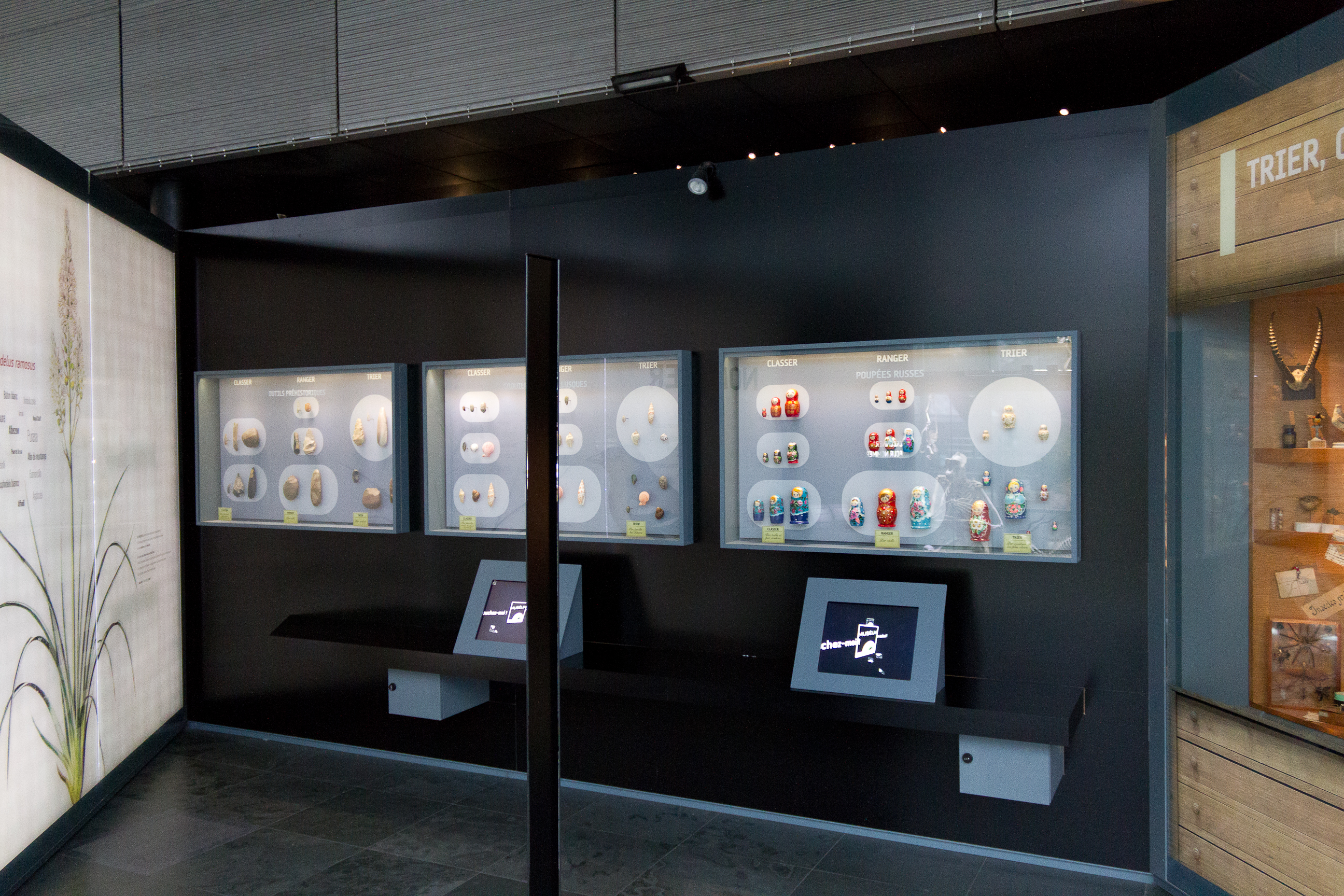
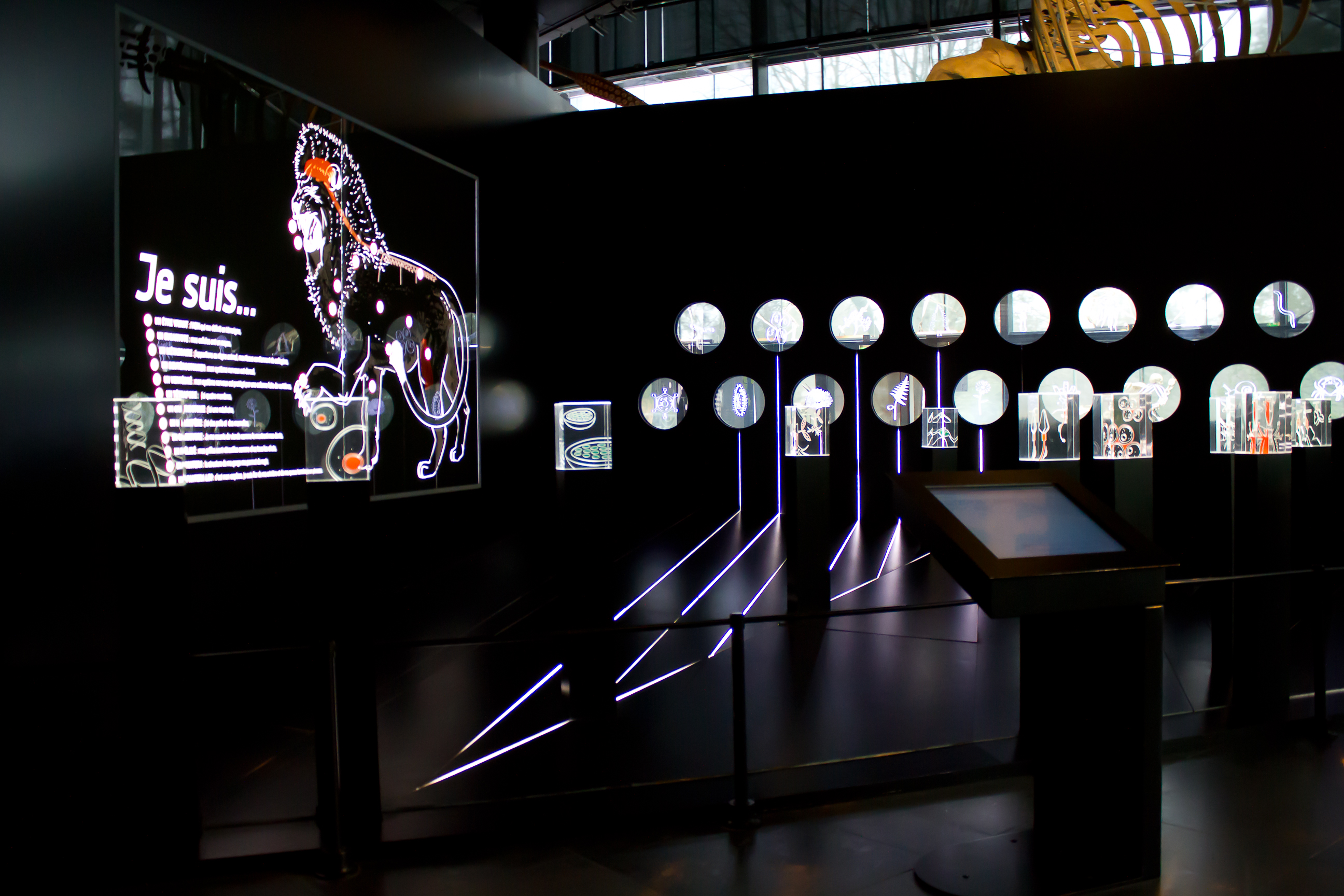
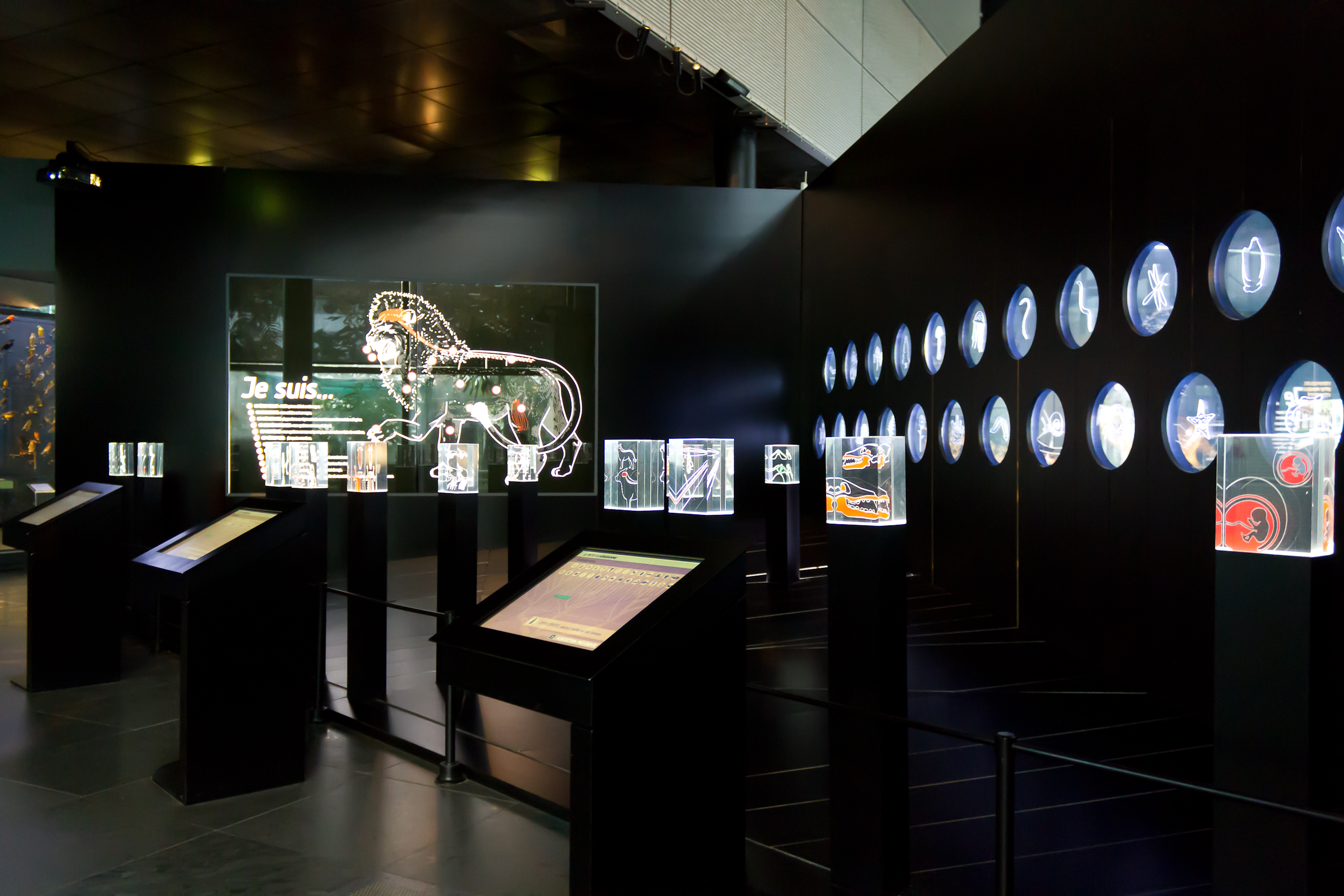
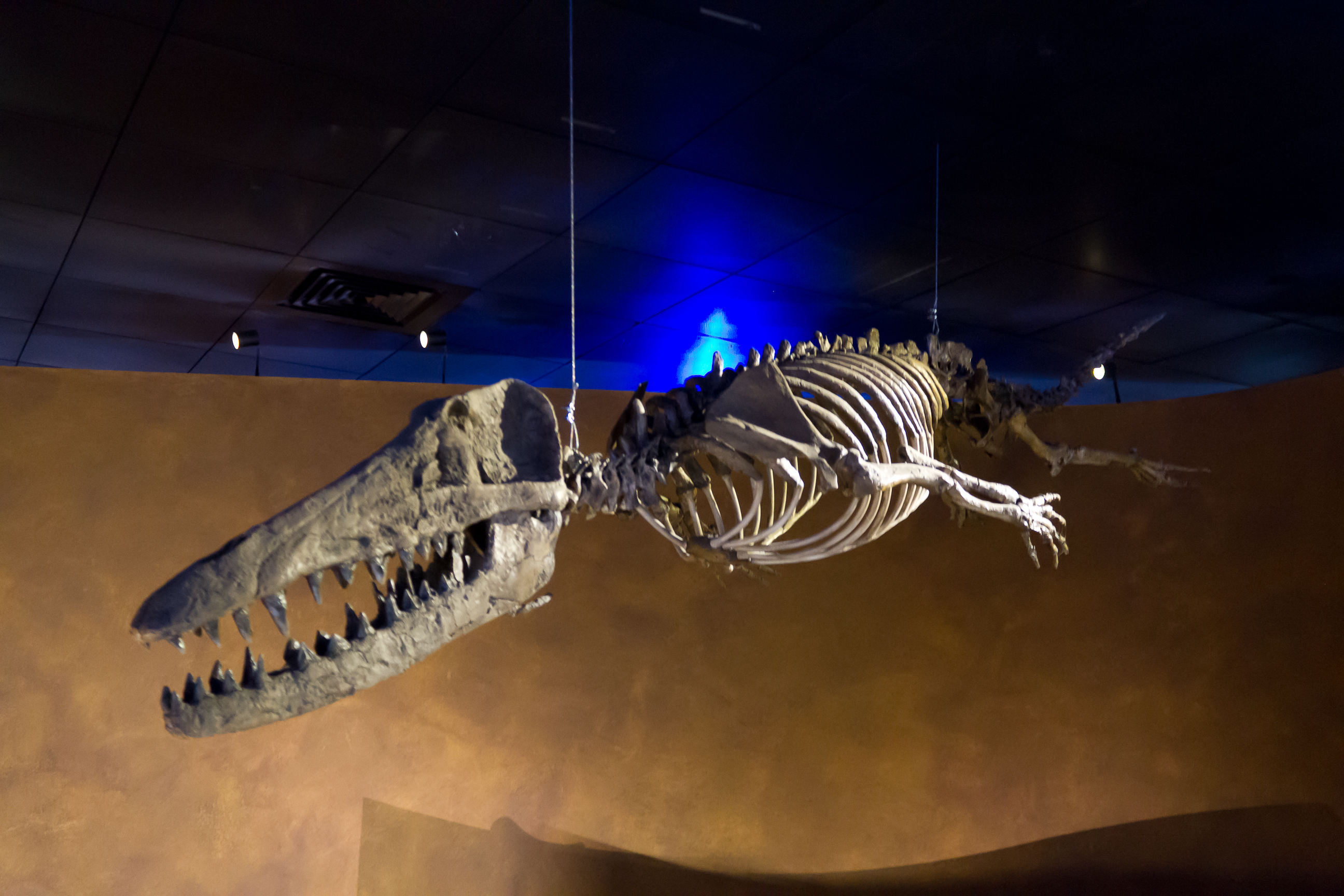
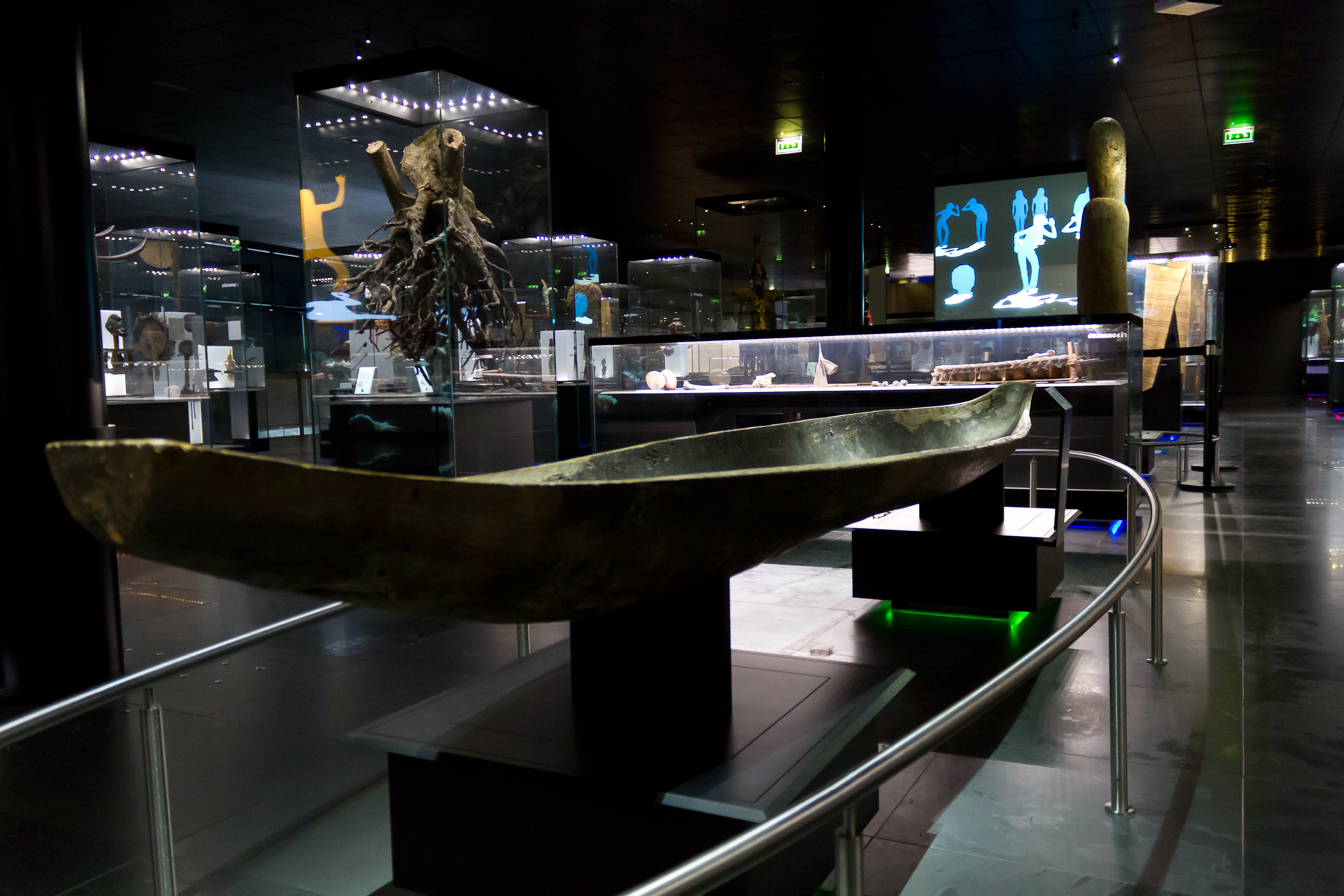
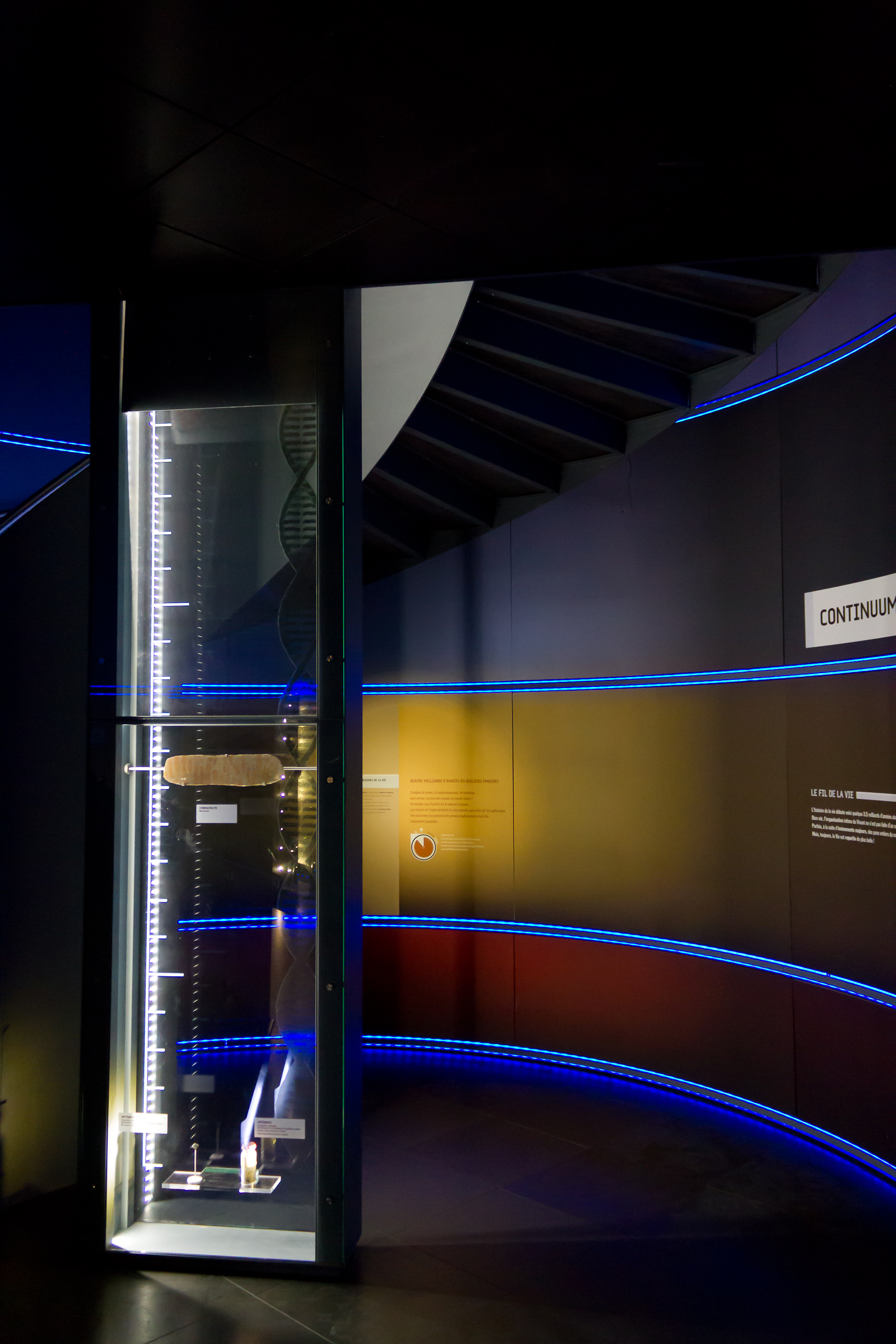

## Botanische tuin

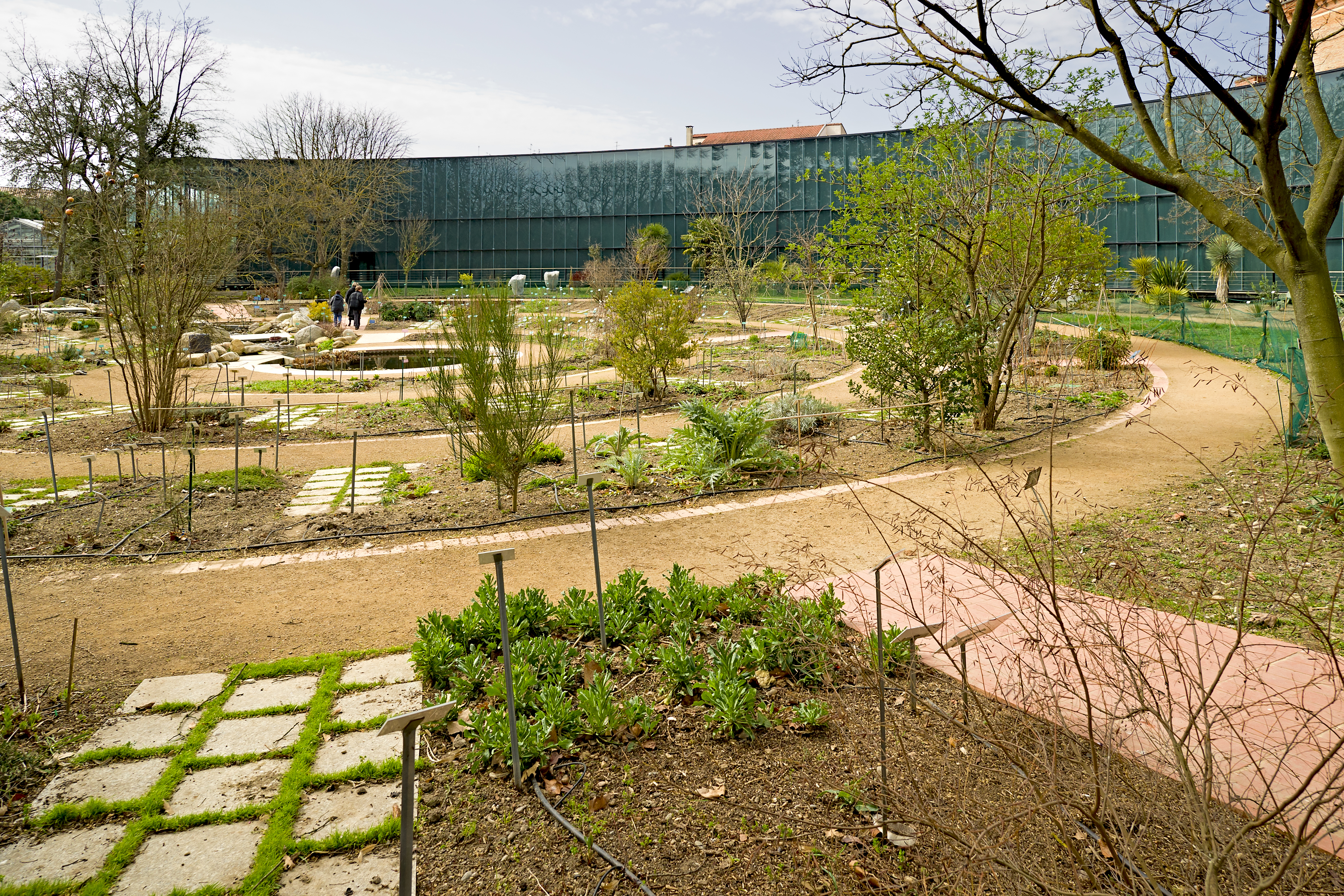
Jardin botanique Henri-Gaussen in de winter

Het museum heeft een botanische tuin, vernoemd naar plantkundige en plantengeograaf Henri Gaussen.